# Елконыс
Елконыс (каз. Елқоныс, до 2001 г. — Аль-Фараби) — село в Мактааральском районе Туркестанской области Казахстана. Входит в состав Мактааральского сельского округа. Код КАТО — 514477300.

## Население
В 1999 году население села составляло 554 человека (275 мужчин и 279 женщин). По данным переписи 2009 года, в селе проживали 754 человека (350 мужчин и 404 женщины).